# 纽克谢尼察市镇
纽克谢尼察市镇（俄语：Муниципальное образование Нюксенское）是俄罗斯联邦沃洛格达州纽克谢尼察区所属的一个市镇。其下辖有50个居民点，行政中心为纽克谢尼察。据2015年统计，该市镇的人口为5803人。